# ستيف إيرل (ممثل)
ستيف إيرل (بالإنجليزية: Steve Earle)‏ هو مغني ومغن ومؤلف ومنتج أسطوانات وعازف قيثارة وناشط سلام ومقدم برامج إذاعية وعازف مندولين وممثل أمريكي، ولد في 17 يناير 1955 في الولايات المتحدة. بدأ مشواره المهني سنة 1973، ومن الجوائز التي نالها جائزة غرامي.

## جوائز
- جائزة غرامي

## وصلات خارجية
- ستيف إيرل على موقع IMDb (الإنجليزية)
- ستيف إيرل على موقع الموسوعة البريطانية (الإنجليزية)
- ستيف إيرل على موقع ميوزك برينز (الإنجليزية)
- ستيف إيرل على موقع رولينغ ستون (الإنجليزية)
- ستيف إيرل على موقع إن إن دي بي (الإنجليزية)
- ستيف إيرل على موقع أول ميوزيك (الإنجليزية)
- ستيف إيرل على موقع ديسكوغز (الإنجليزية)
- ستيف إيرل على موقع قاعدة بيانات الفيلم (الإنجليزية)